# Sorgstenskvätta
Sorgstenskvätta (Oenanthe lugens) är en tätting i familjen flugsnappare med mycket komplicerad systematik.

## Utbredning och systematik
Sorgstenskvättan har ett brett utbredningsområde i norra Afrika och Mellanöstern till södra Iran. Den delas in i fyra underarter med följande utbredning:
- Oenanthe lugens lugens – förekommer i Egypten (öster om Nilen) till Israel, Syrien, Jordanien och norra Irak
- Oenanthe lugens persica – förekommer i södra Iran, flyttar till södra Egypten, norra Sudan och södra Israel
- Oenanthe lugens halophila – förekommer i norra Sahara, från östra Marocko till norra Libyen och nordvästra Egypten
- Oenanthe lugens warriae – basaltöknar i östra Jordanien och södra Syrien; behandlades tidigare som en färgform

Arten är stannfågel eller kortflyttare. Alla fyra taxa har tidigare urskiljts som egna arter. Birdlife Sverige urskilde 2014 halophila som den egna arten "maghrebstenskvätta",, sedan 2021 även tongivande International Ornithological Congress (IOC) som även beslöt att behandla warriae som en egen art. Birdlife Sverige följde efter, varvid warriae tilldelades det svenska namnet "basaltstenskvätta". Efter DNA-studier som visar att persica inte är systertaxon till lugens i begränsad mening urskildes 2024 även den som en egen art av Birdlife Sverige och tilldelades namnet "zagrosstenskvätta".
I den nya enade världslistan AviList kategoriseras de dock som en och samma art, baserat på mycket små genetiska skillnader. Det konstateras att dler studier efterfrågas innan en uppdelning kan göras. I och med lanseringen av AviList i juni 2025 anlöt BirdLife Sverige till dess taxonomi.

### Familjetillhörighet
Stenskvättorna ansågs fram tills nyligen liksom bland andra buskskvättor, stentrastar, rödstjärtar vara små trastar. DNA-studier visar dock att de är marklevande flugsnappare (Muscicapidae) och förs därför numera till den familjen.

## Kännetecken

### Utseende
Sorgstenskvättan är en medelstor (14,5–16,5 centimeter) oftast svartvit fågel som påminner om nunnestenskvättan (Oenanthe pleschanka) med svart ovansida men vit hjässa och nacke, men har till skillnad från denna ett jämnbrett svart ändband på den huvudsakligen vita stjärten. Sorgstenskvättan har vidare något grövre näbb och ben samt mindre svart haklapp och mindre vitt på nacken.
De olika underarterna skiljer sig tydligt åt i utseende. Nominatformen har rostfärgad undergump och ljus bas på vingpennorna, och könen är lika. Taxonet persica  liknar nominatformen, men hättan är vanligtvis brungrå och det vita begränsat till ett ögonbrynsstreck. Vidare är undergumpen mörkare, stjärtbandet något bredare och honan något dovare färgad än hanen.
Hos halophila är undergumpen vit och vingarna helsvarta. Den har också en distinkt hondräkt med ljust beigebrun rygg och ljus eller gråsolkig strupe. Underaten warriae är helsvart med vit undergump och ljusa vingar.

### Läten
Sorgstenskvättans sång består av korta, djupa, vemodiga och klara strofer med rullande ton, närmast lik blåtrast i rösten. Locklätet är ett rakt hiit eller ett smackande tschack.

## Ekologi

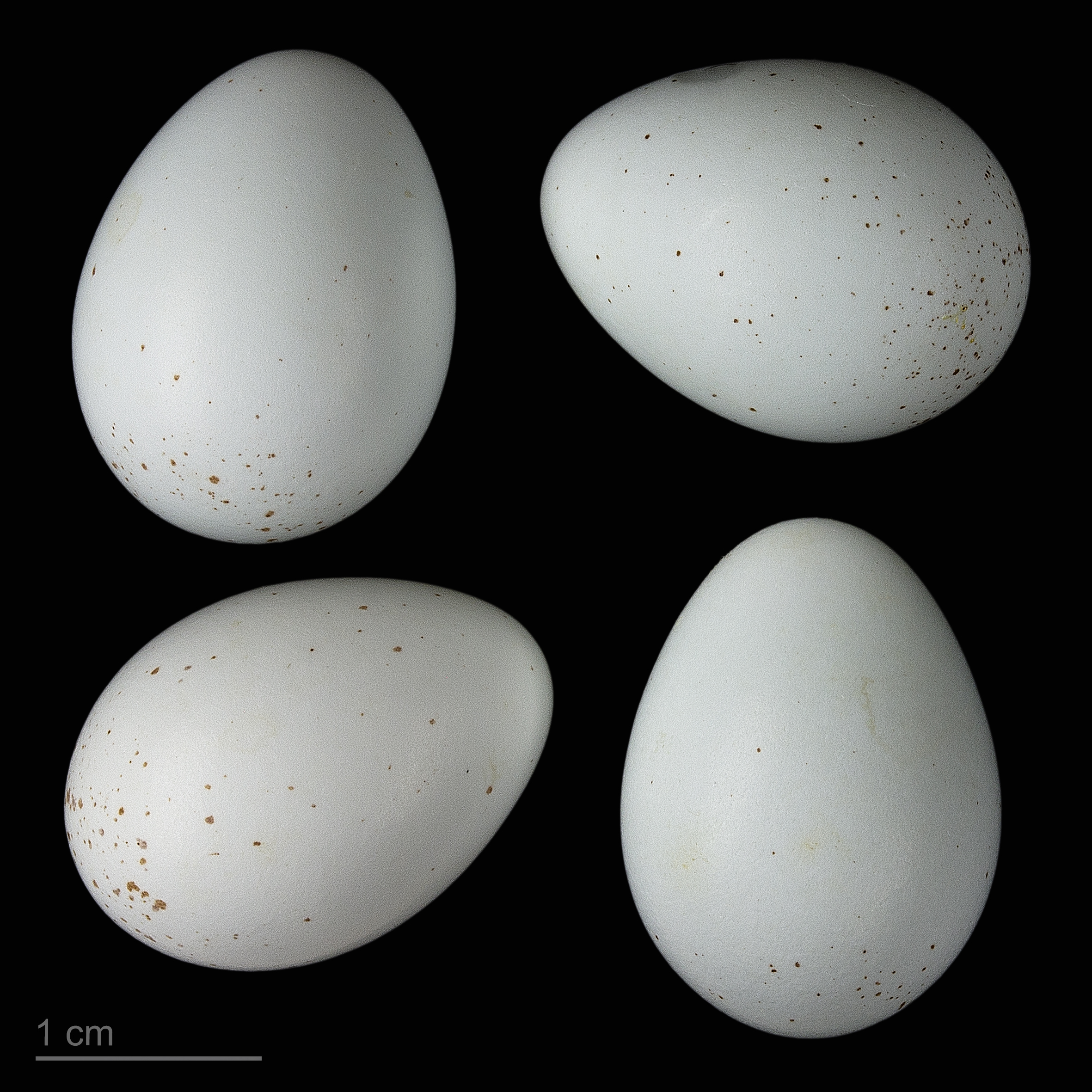
Oenanthe lugens lugens

Sorgstenskvättan häckar i karga bergstrakter, branta stup eller i flackare klippig terräng med sparsam växtlighet. Den lever mest av insekter. Boet byggs i en klippskreva, i ett hål i marken eller under en sten.

## Status och hot
Arten har ett stort utbredningsområde och en stor population med stabil utveckling. Utifrån dessa kriterier kategoriserar IUCN arten som livskraftig (LC). I bedömningen inkluderas maghrebstenskvätta, basaltstenskvätta och zagrosstenskvätta.